# Reklamemarke

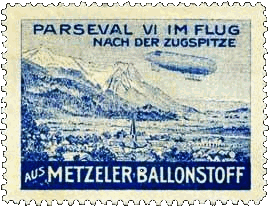
Reklame- und Gedenkmarke der Firma Metzeler zu einem Flug des Luftschiffs Parseval VI (1910)

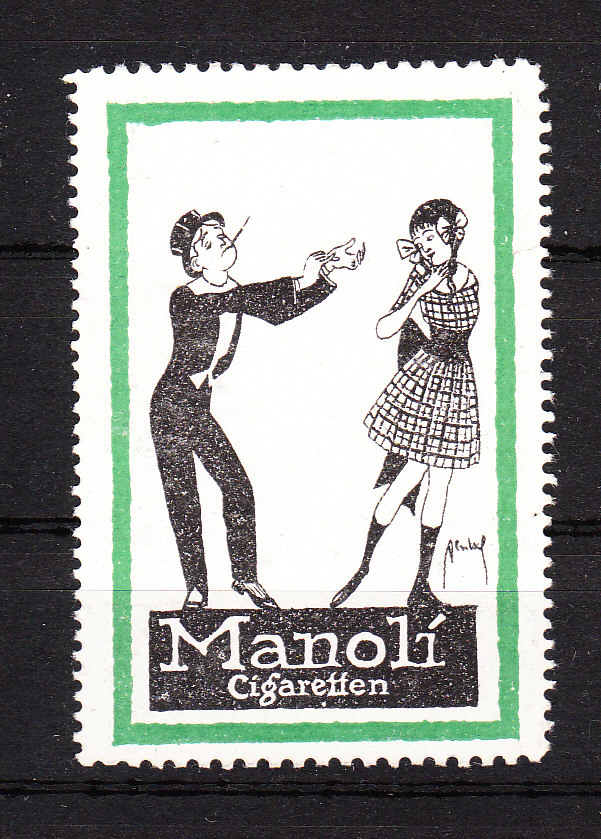
Reklamemarke der Zigarettenfabrik Manoli, gestaltet von Ernst Deutsch-Dryden (etwa 1910)

Reklamemarkenserie des Unternehmens Bahlsen, gestaltet von Änne Koken (1913)

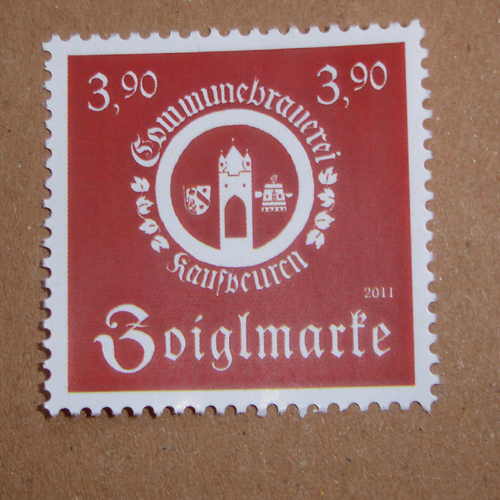
Abgrenzung: Diese Biermarke einer Gaststätte im Wert von 3,90 Euro ist keine Werbemarke, sondern eine Wertmarke. Sie konnte wie ein Gutschein gegen ein Bier eingetauscht werden (Verzehrbon).

Eine Reklamemarke oder Werbemarke ist eine Bildmarke, die äußerlich einer Briefmarke ähnelt, aber nicht deren Zweck hat, sondern der Werbung dient (Werbung wurde früher „Reklame“ genannt). Reklamemarken machen einen Großteil der sogenannten Vignetten aus. Vignetten sind briefmarkenähnliche Marken, die keine Postwertzeichen sind.
Die ersten Reklamemarken entstanden vor dem Jahr 1900. Den Höhepunkt ihrer Verbreitung hatten sie vor dem Ersten Weltkrieg. „Ganze Firmen, wie die Berliner Reklamemarkenzentrale oder die Graphische Anstalt Zerreis & Co in Nürnberg, waren auf die Herstellung dieser kleinen Werbeträger spezialisiert.“

## Gestaltung
Das Format der Reklamemarken ähnelt dem von Briefmarken, sie sind aber oft etwas größer. Sie sind normalerweise gezähnt, haben teilweise auch einen Zahlenaufdruck und erschienen häufig als Serien. Sie sind in der Regel gummiert, es finden sich aber auch nichtgummierte Exemplare. Die Aufmachung und Zielsetzung ist vergleichbar mit Sammelbildern oder Plakaten. 

### Motive
Es fand sich eine Vielzahl von Motiven auf den Reklamemarken. Bei direkt von den Unternehmen herausgegebenen Exemplaren findet sich neben dem Bildmotiv sehr häufig die Unternehmensbezeichnung oder der Produktname. Das Produkt selbst ist eher selten abgedruckt und, falls dies doch der Fall sein sollte, häufig dezent in den Hintergrund gerückt. Meist finden sich Motive, die mit dem Produkt wenig zu tun haben, zum Beispiel Stadtwappen, Tiere, Landschaften, aber auch künstlerisch gestaltete, kleinformatige Plakatabdrucke. In der Zeit um 1913 finden sich häufig militärische oder militärhistorische Motive.

### Von Künstlern gestaltete Reklamemarken
Obwohl in der Reklamekunst vorrangig natürlich das Plakat und in zweiter Linie das künstlerisch gestaltete Sammelbild zu nennen sind, finden sich auch einige eigens für dieses spezielle Format von Künstlern gestaltete Reklamemarken. Zu nennen sind zum Beispiel die von Ernst Deutsch-Dryden für Manoli oder die von Änne Koken für Bahlsen erstellten Reklamemarken. Häufig wurden auch die von Künstlern wie zum Beispiel Lucian Bernhard, Ludwig Hohlwein oder Hans Rudi Erdt gestalteten Plakate unverändert oder mit geringfügigen Änderungen im Format der Reklamemarke herausgegeben.

## Die Reklamemarke als Sammelobjekt
Das Sammeln dieser Marken gilt als Teilgebiet der Erinnophilie oder als Nebengebiet der Philatelie. Die meisten Reklamemarken wurden in Blöcken zu mehreren Marken herausgegeben, allerdings wurden die Serienbezeichnungen nur selten auf die Marken gedruckt, wie es zum Beispiel bei den Sammelbildern häufig der Fall ist. Aufgrund der fehlenden Serienbezeichnungen war es nach der Trennung der Blöcke für den Sammler unmöglich oder zumindest sehr schwierig, einen kompletten Satz einer Serie zusammenzutragen, da häufig nicht die Anzahl der zugehörigen Marken bekannt war. Der Handel bot für die Sammlung der Reklamemarken Sammelalben an, die allerdings aufgrund der hohen Anzahl der verfügbaren Bilder und der schwierigen Zuordnung oftmals zu einem bunten Sammelsurium nicht zueinander passender Marken führten.